# 腦科學專家 川島隆太博士監修 大人的Nintendo Switch腦部鍛鍊
《腦科學專家 川島隆太博士監修 大人的Nintendo Switch腦部鍛鍊》（中国大陆官方译为，又稱為「腦力鍛鍊3」）是由任天堂與從事腦力鍛鍊研究多年的東北大學加齡醫學研究所教授川島隆太合作製作發行的益智遊戲軟體。本作於2019年9月30日公佈信息，並於2019年12月27日在任天堂Switch平台正式發售；2020年7月1日发售繁体和简体中文版。

## 外部鏈接
- 官方网站：简体中文、繁體中文（台灣）、繁體中文（香港）、日本